# Marco Tavani
Marco Tavani (* 5. Oktober 1957 in Rom) ist ein italienischer Astrophysiker.
Tavani erwarb 1982 den Laurea-Abschluss in theoretischer Physik an der Universität Rom La Sapienza bei Marcello Conversi und wurde 1989 an der Columbia University (an der er auch 1985 einen  Master-Abschluss erhielt) in theoretischer Physik bei Malvin Ruderman promoviert. Die Dissertation war über die Astrophysik von Doppelsternsystemen mit einem Pulsar. Als Post-Doktorand war er an der Stanford University und der Universität Berkeley, 1989 bis 1991 am Lawrence Livermore National Laboratory, 1992 bis 1994 beim Compton Gamma Ray Observatory (Goddard Space Flight Center der NASA) und 1995 bis 1997 wieder an der Columbia University. Ab 1997 war er am Institut für kosmische Physik (CNR) in Mailand, ab 1999 als Forschungsdirektor. Ab 2004 war er Forschungsdirektor am italienischen nationalen Institut für Astrophysik in Rom (INAF). Außerdem lehrt er am Gran Sasso Science Institute in L’Aquila und an der Universität Rom Tor Vergata. Seit 2015 ist er im Rat des INAF.
Er formulierte eine Theorie Stoßwellen-getriebener Synchrotronstrahlung bei Gammablitzen.
1997 wurde er leitender Wissenschaftler der AGILE-Mission.
2017 erhielt er die Matteucci-Medaille. 2012 erhielt er mit dem AGILE-Team den Bruno-Rossi-Preis für die Entdeckung aufflackernder Gammastrahlung im Krebsnebel. Er bewies dort die Existenz eines neuartigen Mechanismus für Teilchenbeschleunigung.